# Blaesoxipha nigridorsalis
Blaesoxipha nigridorsalis är en tvåvingeart som beskrevs av Chao och Zhang 1988. Blaesoxipha nigridorsalis ingår i släktet Blaesoxipha och familjen köttflugor. Inga underarter finns listade i Catalogue of Life.